# Systems in Blue
Systems in Blue es una banda alemana de música discofox cuyos miembros son los músicos de estudio, arreglistas y productores Rolf Köhler, Michael Scholz y Detlef Wiedeke. El líder de la banda, Rolf Köhler, falleció en 2007 y Olaf Senkbeil se añadió en 2014. En géneros, son clasificados como eurodisco y tecno-pop.

## Historia
Comenzaron tocando durante su adolescencia en varias bandas a inicios de los 60, Rolf Köhler y Michael Scholz se conocieron de esta manera. Posteriormente integrados al movimiento hippie, continuaron conformando distintas agrupaciones durante los 60 y 70. Para los años 1970 habían ya trabajado para diversos artistas, y en los 80 continuaron su apoyo con agrupaciones de distintos géneros y lanzando diversos discos propios. su participación más conocida fue con Modern Talking entre 1984-87 y 1998-2000, y Blue System entre 1987-1997. Muchos artistas locales e internacionales los buscaron para asistencia vocal en estudio. Viajaron dos veces al concurso Eurovisión como apoyo a los artistas alemanes y austriacos - 1989 en Lausanne con Nino de Angelo y Thomas Forstner y 1992 en Malmö con Tony Vegas.

### Modern Talking y Blue System
Por 16 años representaron el instrumento operativo vocal de esos proyectos y jugaron una parte importante del éxito de Dieter Bohlen. Su contribución al sonido fueron los típicos coros falsetto.
Después de la separación de Modern Talking en 2003 la comunidad de fans reclamó que su sonido se silenciaría por siempre. Con la iniciativa de esa gente, especialmente Thomas Widrat, fundaron Systems in Blue en 2003.

### Controversia con Dieter Bohlen
En 2001 los músicos demandaron a BMG porque sentían que no habían sido compensados justamente por su trabajo en las producciones de Dieter Bohlen, como Modern Talking, Blue System, C.C. Catch, Bonnie Tyler, Nino de Angelo, Chris Norman, Thomas Forstner y otros. BMG Berlin confirmó que los músicos de estudio que los demandaron contribuyeron a los coros de la mayoría de las canciones de Blue System y Modern Talking (exceptuando America, Victory, y Universe) y todas las voces fueron mezcladas y multiplicadas electrónicamente para tener el típico sonido de las voces agudas.

### Éxito propio

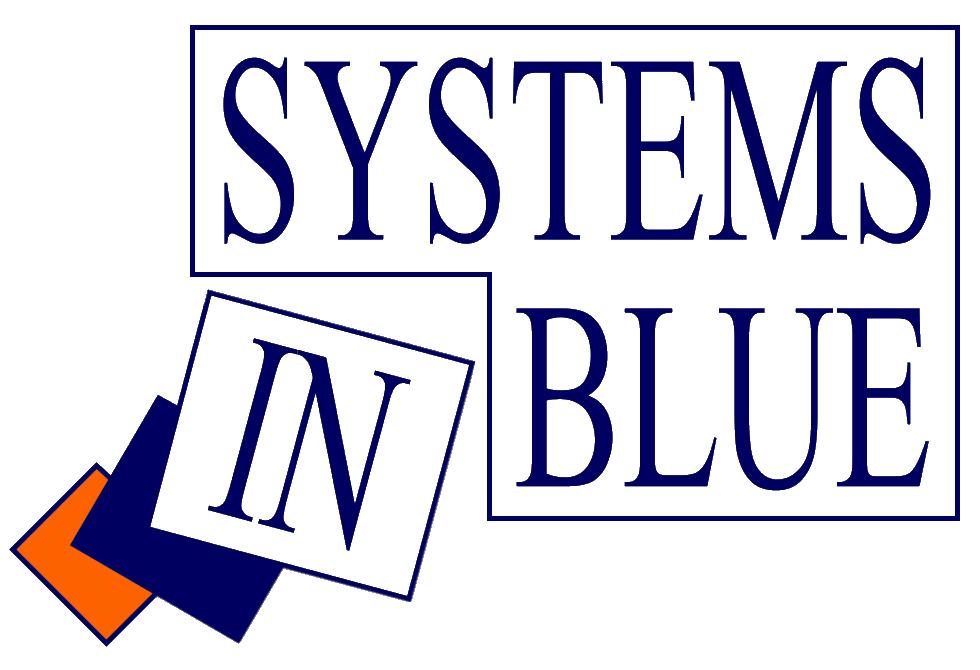
Logotipo del grupo

Lanzaron varios sencillos a manera de homenaje, es así como tenemos los sencillos, "Magic Mystery" (homenaje a "Magic Symphony" de Blue System), "System In Blue" (Homenaje a "Déjà Vu" de Blue System) y "Sexy Ann" (homenaje a "Don't Do That" de Blue System).
Su primer sencillo Magic Mystery, lanzado el 22 de marzo de 2004 entró a los Top 100 de Amazon y alcanzó el número 12 de las listas de singles maxi. En las "European Dance Charts" el sencillo alcanzó el número 1. Después de cambiar el sello y dos singles más lanzaron el primer disco "Point of No Return" el 20 de septiembre de 2005.
De "Point of No Return" fueron lanzados dos singles más - en marzo de 2006 "1001 Nights" y en el verano de 2007 "Voodoo Queen". Después del lanzamiento del disco "Point of No Return", hicieron giras a Israel, Siberia y localmente.
A pesar de los esfuerzos, la banda no ha logrado el reconocimiento esperado por sus singles y álbumes, se rumorea acerca de un boicot organizado por Sony BMG y Bohlen, sin embargo su música suena en diferentes radios del mundo, siendo una banda de culto para los más acérrimos fans de Modern Talking y Blue System.

## Muerte de Rolf Köhler
A principios de 2007 comenzaron a trabajar en su segundo álbum, al mismo tiempo que componían y producían canciones para Mark Ashley. Poco después de finalizar esos esfuerzos, Rolf Köhler murió a causa de un accidente cerebrovascular el 16 de septiembre de 2007.
En 2008, Michael Scholz y Detlef Wiedeke regresaron anunciando la salida del sencillo "Dr. No" el 17 de febrero y el álbum "Out of the Blue" en abril de 2008. El álbum que estaban preparando con Mark Ashley, "Heartbreak Boulevard", fue publicado en mayo de 2008.
En 2008, el letrista del grupo Thomas Widrat se retiró del grupo para dedicarse a su vida familiar.
A principios de 2009, fue lanzado el sencillo System in Blue, que es una reedición del sencillo de edición limita System In Blue incluyendo una versión Maxi. La banda tenía previsto lanzar un segundo sencillo del disco, pero debido a diferencias con la etiqueta, sólo se lanzó "Dr. No" y "Heaven & Hell". En 2009 apareció el disco de remezclas "Heaven & Hell: The Mixes". A comienzos de 2010 su sello discográfico editó un sencillo mix llamado "Into The Blue - The Hitmix", antesala del álbum Megamix "The Big Blue Megamix" que salió a la venta en enero de 2010.

## Miembros

### Rolf Köhler
Rolf Köhler fue el cantante principal, arreglista, productor y compositor. Fue la voz principal de Systems in Blue, y también fue parte del coro de Modern Talking y Blue System (en este último, siempre reemplazaba la voz de Bohlen en los coros). Trabajó con artistas como Vicky Leandros, Roger Whittaker, Marius Mueller y muchos otros. Fue miembro de bandas como "Gnadenlos Platt" y "History".

### Michael Scholz
Michael Scholz, tomó el lugar de vocalista luego del fallecimiento de Rolf Köhler, descendiente de familia de músicos, se introdujo en el mundo de la música desde muy temprano, participando en innumerables producciones musicales y cantando también en los discos de diferentes artistas. Es compositor, arreglista, productor y cantante, aparte de ser reconocido profesor de música. Al igual que Köhler, fue parte del coro de Systems in Blue, Modern Talking y Blue System. Tiene el apodo de la "voz asesina", debido a la peculiaridad del sonido de su voz. Es también miembro de la banda "Joker", entre otras.

### Detlef Wiedeke
Detlef Wiedeke es un compositor, arreglista, productor y cantante. Wiedeke conoció a Dieter Bohlen en sus primeros años en el ambiente musical. Era el master de las voces altas de Modern Talking y Blue System. Es un excelente arreglista y controla anchos rangos de estilo de música. Ha trabajado con artistas como Tony Christie y con Rolf Köhler, era miembro de la banda "History".

### Thomas Widrat
Thomas Widrat fundó Systems in Blue. Fue el productor ejecutivo y el letrista. Compuso las letras de las canciones del grupo, pero dejó la banda en el 2007 para dedicarse al negocio de medicina alternativa. Apareció también en el video de "1001 Nights".

### Olaf Senkbeil
Olaf Senkbeil se incorporó a SIB a finales del 2012, apareciendo con ellos en algunos conciertos en Polonia, fue oficialmente declarado nuevo miembro de SIB en el 2014.

## Discografía

### Álbumes
- 2005: Point Of No Return
- 2008: Out Of The Blue
- 2009: Heaven & Hell - The Mixes
- 2010: The Big Blue Megamix
- 2012: Voices From Beyond
- 2017: Melange Bleu
- 2021: Blue Universe - Deluxe Edition

### Sencillos
- 2004: Magic Mystery
- 2004: Winner
- 2005: Point Of No Return
- 2006: 1001 Nights
- 2006: Give A Little Sweet Love (feat. Mark Ashley)
- 2007: Voodoo Queen
- 2008: Dr. No
- 2009: Heaven & Hell
- 2010: Into The Blue
- 2015: Back In Blue
- 2017: Take It Like A Man
- 2017: She's A Gambler

### Ediciones limitadas
- 2004: Winner (Special Fan - Edition)
- 2005: System In Blue
- 2005: Sexy Ann
- 2008: Jeannie Moviestar (feat. Mark Ashley)
- 2017: Take It Like A Man (Deluxe Edition)

### DVD
- 2005: SIB & Patty Ryan live in Essen (as DVD-R)
- 2006: SIB Behind The Scenes 1001 Nights (as DVD-R)